# Sebastien Goulet
Sebastien Goulet (22 de julio de 1967) es un deportista canadiense que compitió en natación. Ganó dos medallas de bronce en el Campeonato Pan-Pacífico de Natación, en los años 1991 y 1993.

## Palmarés internacional
| Campeonato Pan-Pacífico | Campeonato Pan-Pacífico | Campeonato Pan-Pacífico | Campeonato Pan-Pacífico |
| Año                     | Lugar                   | Medalla                 | Prueba                  |
| ----------------------- | ----------------------- | ----------------------- | ----------------------- |
| 1991                    | Edmonton (Canadá)       | Medalla de bronce       | 4 × 100 m libre         |
| 1993                    | Kobe (Japón)            | Medalla de bronce       | 4 × 100 m libre         |